# Марсел Паньол
Марсѐл Паньо̀л (на френски: Marcel Pagnol), (1895 – 1974), френски писател, драматург и кинорежисьор. През 1946 г. става първият кинаджия член на Френската академия.

## Филмография
Марсел Паньол е и режисьор на кинофилми:
- Jofroi (1933)
- Angele (1934)
- Merlusse (1935)
- Cigalon (1935)
- Topaze (1930)
- Cesar (1936)
- Regain (1937)
- Le Schpountz (1938)
- La Femme du boulanger (1938)
- La Fille du puisatier (1940)
- La Priere aux etoiles (1941)
- Nais (1945)
- La belle meuniere (1948, цветен)
- Topaze (1950, с участието на Фернандел)
- Manon des sources (1952)
- Les Lettres de mon moulin (1954)